# Manjiroit
Manjiroit ist ein selten vorkommendes Mineral aus der Mineralklasse der „Oxide und Hydroxide“ mit der idealisierten chemischen Zusammensetzung Na(Mn4+7Mn3+)O16 und damit chemisch gesehen ein Natrium-Magnesium-Oxid.
Manjiroit kristallisiert im tetragonalen Kristallsystem und findet sich meist in Form kompakten, faserigen Mineral-Aggregaten oder traubigen bis derben Massen. Das Mineral ist in jeder Form undurchsichtig (opak) und von graubrauner bis dunkel bräunlichgrauer Farbe. Im Auflicht erscheint es dagegen eher gelblich-grauweiß. Seine Strichfarbe ist allerdings immer bräunlichschwarz.

## Etymologie und Geschichte
Entdeckt wurde Manjiroit erstmals in der Mangangrube Kohare in der Präfektur Iwate im Norden der japanischen Insel Honshū. Die Analyse und Erstbeschreibung erfolgte durch Matsuo Nambu und Katsutoshi Tanida, die das Mineral nach dem japanischen Mineralogen und Geologen Manjiro Watanabe (1891–1980) benannten. Dieser war Professor an der Universität Tōhoku in Sendai.
Nambu und Tanida sandten ihre Untersuchungsergebnisse und den gewählten Namen 1966 zur Prüfung an die International Mineralogical Association (interne Eingangsnummer der IMA: 1966-009), die den Manjiroit als eigenständige Mineralart anerkannte. Die Erstbeschreibung wurde 1967 im japanischen Fachmagazin Journal of the Japanese Association of Mineralogists, Petrologists and Economic Geologists der Japan Association of Mineralogical Sciences veröffentlicht und die Anerkennung von Manjiroit und anderen bei der Publikation der New Mineral Names 1968 im US-amerikanischen Fachmagazin American Mineralogist bestätigt.
Das Typmaterial des Minerals wird in der Mineralogischen Sammlung des National Museum of Nature and Science (englisch National Science Museum, NSM) unter der Katalognummer M-15748 aufbewahrt.

## Klassifikation
Bereits in der veralteten 8. Auflage der Mineralsystematik nach Strunz gehörte der Manjiroit zur Mineralklasse der „Oxide und Hydroxide“ und dort zur Abteilung „MO2- und verwandte Verbindungen“, wo er gemeinsam mit Coronadit, Hollandit, Kryptomelan, Todorokit, Vernadit und Woodruffit in der „Kryptomelan-Reihe“ mit der Systemnummer IV/D.03b steht.
In der zuletzt 2018 überarbeiteten Lapis-Systematik nach Stefan Weiß, die formal auf der alten Systematik von Karl Hugo Strunz in der 8. Auflage basiert, erhielt das Mineral die System- und Mineralnummer IV/D.08-010. Dies entspricht ebenfalls der Abteilung „Oxide mit dem Stoffmengenverhältnis Metall : Sauerstoff = 1 : 2 (MO2 und verwandte Verbindungen)“, wo Manjiroit zusammen mit Cesàrolith, Coronadit, Ferrihollandit, Henrymeyerit, Hollandit, Kryptomelan, Mannardit, Priderit, Redledgeit und Strontiomelan die „Kryptomelangruppe“ mit der Systemnummer IV/D.08 bildet.
Auch die von der IMA zuletzt 2009 aktualisierte 9. Auflage der Strunz’schen Mineralsystematik ordnet den Manjiroit in die Abteilung „Metall : Sauerstoff = 1 : 2 und vergleichbare“ ein. Diese ist allerdings weiter unterteilt nach der relativen Größe der beteiligten Kationen und der Kristallstruktur. Das Mineral ist hier entsprechend seiner Zusammensetzung und seinem Aufbau in der Unterabteilung „Mit großen (± mittelgroßen) Kationen; Tunnelstrukturen“ zu finden, wo es zusammen mit Akaganeit, Coronadit, Henrymeyerit, Hollandit, Mannardit, Priderit und Redledgeit die „Hollanditgruppe“ mit der Systemnummer 4.DK.05 bildet.
In der vorwiegend im englischen Sprachraum gebräuchlichen Systematik der Minerale nach Dana hat Manjiroit die System- und Mineralnummer 07.09.01.03. Das entspricht der Klasse der „Oxide und Hydroxide“ und dort der Abteilung „Mehrfache Oxide“. Hier findet er sich innerhalb der Unterabteilung „Mehrfache Oxide“ in der „Kryptomelangruppe (Hart, schwarz, feinkörnig)“, in der auch Hollandit, Kryptomelan, Coronadit, Strontiomelan und Henrymeyerit eingeordnet sind.

## Chemismus
Die idealisierte Zusammensetzung von Manjiroit wurde 2012 bei der Nomenklaturabstimmungen in der Hollandit-Supergruppe mit der Formel Na(Mn4+7Mn3+)O16 festgelegt. Nach dieser besteht das Mineral theoretisch im Verhältnis aus je einem Teil Natrium (Na), 8 Teilen Mangan (Mn) und 16 Teilen Sauerstoff (O) pro Elementarzelle. Dies entspricht einem Massenanteil (Gewichtsprozent) von 3,20 Gew.-% Na, 61,17 Gew.-% Mn und 35,63 Gew.-% O.
Die Analyse des Typmaterials aus der Kohare-Mine in Japan hatte dagegen Werte von 85,79 Gew.-% MnO2, 3,18 Gew.-% MnO und 2,99 Gew.-% Na2O sowie formelrelevante Fremdbeimengungen von 1,39 Gew.-% K2O, 0,22 Gew.-% CaO, 0,16 Gew.-% BaO, 0,62 Gew.-% Al2O3, 0,40 Gew.-% Fe2O3, 0,18 Gew.-% MgO und insgesamt 4,6H2O ergeben. Unberücksichtigt blieben Spuren von je 0,03 Gew.-% CuO und ZnO sowie 0,12 Gew.-% SiO2.

Auf der Grundlage von 16 Sauerstoffatomen ergab sich nach Nambu und Tanida daraus die empirische Formel (Na0,73K0,22Ca0,03Ba0,01)0,99(Mn4+7,46Mn2+0,34Al0,09Fe0,04Mg0,03)7,96O16·1,64H2O. Diese wurde zu (Na,K)Mn4+8O16·nH2O mit n < 2 idealisiert.
Warum bei der idealisierten Formel von Nambu und Tanida das enthaltene Mangan in der Oxidationsstufe 2+ (Mn2+) nicht berücksichtigt wurde, ist ebenso wenig klar wie die neu definierte Endgliedformel für Manjiroit in der Nomenklaturabstimmungen in der Hollandit-Supergruppe mit der Oxidationsstufe 3+ (Mn3+). Letzteres hätte ein Analyse-Ergebnis mit Mn2O3 statt MnO bedingt. In der Database of Raman spectroscopy wird zwar ebenfalls die oben genannte, neu definierte Formel angegeben, die gemessene chemische Zusammensetzung jedoch mit (Na0.60K0.28Ca0.12)(Mn4+7.40Mn2+0.44Mg0.11Si0.03Al0.02)O16·2H2O.

## Kristallstruktur
Manjiroit kristallisiert in der tetragonalen Raumgruppe I4/m (Raumgruppen-Nr. 87) mit den Gitterparametern a = 9,92 Å und c = 2,86 Å sowie einer Formeleinheit pro Elementarzelle.

## Bildung und Fundorte
An seiner Typlokalität in der Kohare-Mine bildete sich Manjiroit in der Oxidationszone der Rhodonit-Tephroit-Rhodochrosit-Schichtlagerstätte der Kohare-Mine, Präfektur Iwate, Japan
tritt oft in Verbindung mit Pyrolusit, Nsutit, Birnessit, Kryptomelan, Goethit und Romanèchit  auf.
Als seltene Mineralbildung konnte Manjiroit nur an wenigen Orten nachgewiesen werden, wobei weltweit bisher rund 30 Vorkommen dokumentiert sind (Stand 2024).
Die Typlokalität liegt in Japan in der Provinz Tōhoku, dort in der Präfektur Iwate in Karumai in der Kohare-Mine. Ansonsten gibt es Fundorte in der Republik Kongo, Deutschland, Portugal, Rumänien, Russland in der Föderationskreis Ural, in Südafrika und in den US-Bundesstaaten Arizona, Colorado und New Jersey.